# Northrop YF-23
Die Northrop YF-23 war ein Prototyp der Unternehmen Northrop, Grumman und McDonnell Douglas für das „Advanced Tactical Fighter“-Programm der United States Air Force (USAF), bei dem ein neues Kampfflugzeug als Ablösung der F-15C Eagle gesucht wurde. Sie unterlag dem Konkurrenzmodell YF-22 des Unternehmenskonsortiums aus Lockheed Martin, General Dynamics und Boeing, das als F‑22 Raptor in Serie produziert wurde. Die YF-23 wird nach dem ersten Prototyp inoffiziell auch als Black Widow II bezeichnet, obwohl die zweite Maschine intern als Gray Ghost bekannt war.

## Geschichte

### Das „Advanced Tactical Fighter“-Programm

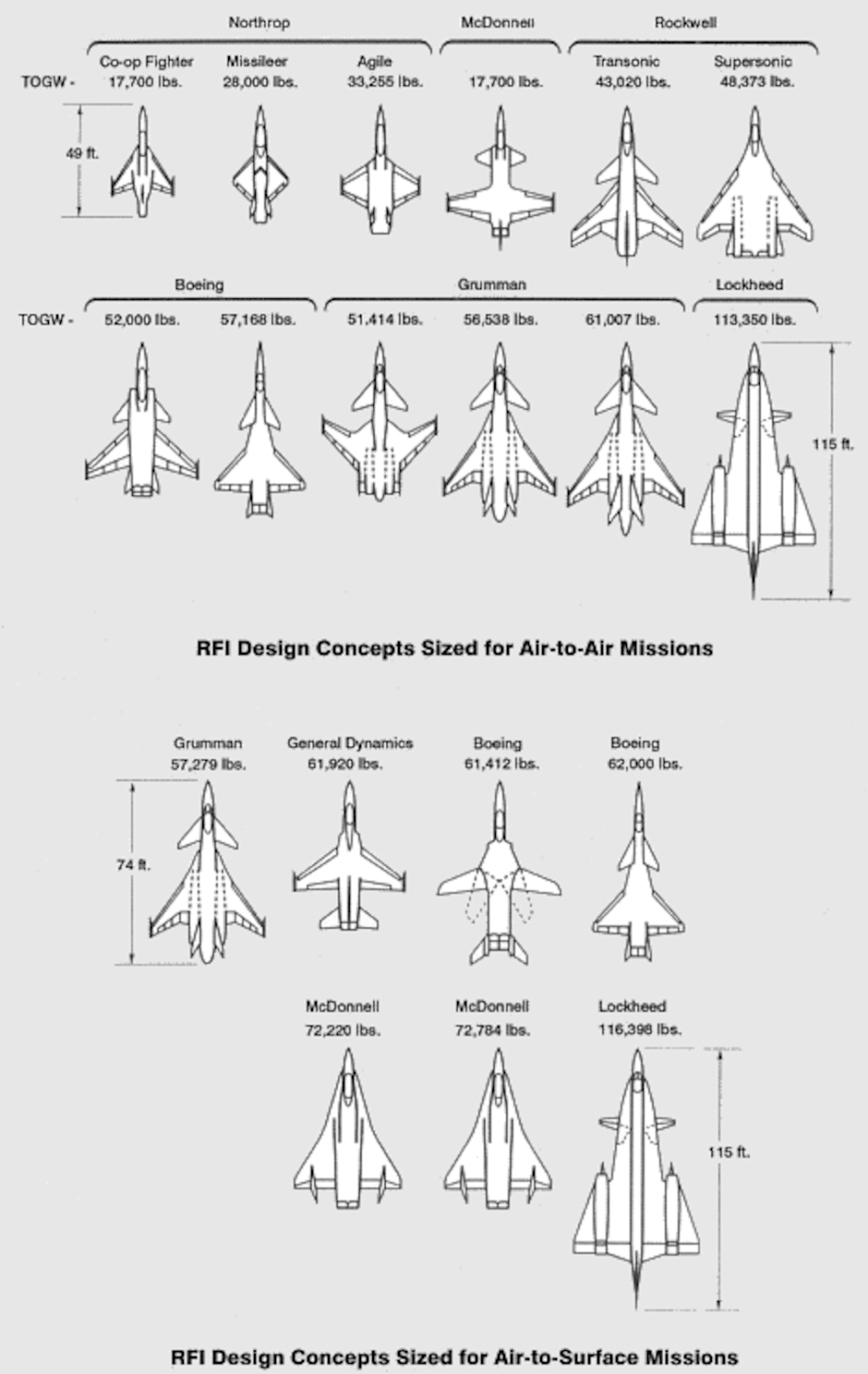
RFI der Firmen, bevor die Stealth-Anforderungen erhöht wurden

Das Tactical Air Command (TAC; deutsch: Taktisches Luftkommando) der US Air Force finanzierte von 1969 bis 1970 die Studie U. S. Air Force Tactical Forces 1985 Study (TAC-85). Es galt, den verbesserten Fähigkeiten der Luftstreitkräfte der Sowjetunion zu begegnen. Das Ergebnis führte im Jahr 1971 zum Einsatzkonzept des Advanced Tactical Fighter (ATF, deutsch: fortschrittliches taktisches Jagdflugzeug). Das Konzept war zu dieser Zeit recht vage; um 1975 wurde für den Zeitraum von 1977 bis 1981 der Bau zweier Prototypen beschlossen. Budgetäre Beschränkungen führten jedoch zum Lightweight-Fighter-Programm, einem vom US‑Verteidigungsministerium im Jahr 1974 ausgeschriebenen Konstruktionswettbewerb, der ein kostengünstiges Flugzeug als Ersatz für einige ältere Typen in den Beständen der USAF zum Ziel hatte. Daraus entwickelten sich die General Dynamics F-16 Fighting Falcon und die McDonnell Douglas F/A‑18 Hornet.
Im Jahr 1976 wurden die ersten Studien begonnen, welche sich mit der Verwendung von Tarnkappentechnik im Rahmen des Einsatzkonzepts Advanced Tactical Fighter (ATF) beschäftigten. Die Fähigkeit, ohne Nachbrenner mit Überschallgeschwindigkeit zu fliegen (Supercruise), wurde ebenfalls als wichtig angesehen. Im Jahr 1978 definierte die USAF zwei verschiedene Projekte: den Enhanced Tactical Fighter (ETF) und das Advanced Tactical Attack System (ATAS). Die Technologie für den ETF sollte in kurzer Zeit zur Verfügung stehen, das ATAS war als langfristiges Ziel gedacht. Der Schwerpunkt lag dabei auf Luft-Boden-Fähigkeiten, da die F-15 und F-16 als ausreichend für die Bekämpfung sowjetischer Kampfflugzeuge gesehen wurden. Als die Sowjetunion die Modelle MiG-29 und MiG-31 des Herstellers Mikojan-Gurewitsch sowie die Su-27 des Herstellers Suchoi in Dienst stellte, änderte die USAF ihre Zielausrichtung: das ETF wurde gestrichen und ATAS als ATF bezeichnet. Es sollte als Mehrzweckkampfflugzeug mit STOL-Eigenschaften sowohl Luft- als auch Bodenziele angreifen.
Im Juni 1981 veröffentlichte die Aeronautic Systems Division (ASD) ein Request for Information (RFI) für ein ATF-Konzept, das RFI für das Triebwerk folgte einen Monat später. Mit Boeing, Fairchild, General Dynamics, Grumman, Lockheed, McDonnell Douglas, Northrop, Rockwell und Vought bewarben sich neun Unternehmen für den Bau des
Flugwerks mitsamt der Betriebsausrüstung und drei Triebwerkshersteller für den Bau der
Triebwerksanlage. In den nächsten vier Jahren nahmen die einzelnen Entwürfe Gestalt an. Am Ende reichten sieben Unternehmen ihre Konzepte ein. Jedes der sieben Unternehmen erhielt 1 Milliarde US-Dollar, um sein Konzept weiter zu vertiefen. Der USAF war dabei weniger an konkreten Plänen gelegen; vielmehr sollten die Methoden der Unternehmen und die Technologie zur Erfüllung der ATF-Anforderungen entwickelt werden. Im Oktober 1982 verlangte die USAF zusätzlich eine Supercruisefähigkeit von Mach 1,5. NATO-Kommandanten waren pessimistisch, ob die Militärbasen in Mitteleuropa einen sowjetischen Angriff überstehen würden. Die Beherrschung des Luftraumes würde dann von Luftwaffenstützpunkten in den Beneluxländern oder dem Vereinigten Königreich aus erfolgen. Die Fähigkeit, ohne Nachbrenner während der gesamten Mission über feindlichem Gebiet mit Überschallgeschwindigkeit zu fliegen, sollte die Verwundbarkeit durch feindliche SAM-Stellungen reduzieren und eine höhere Einsatzrate ermöglichen. STOL-Eigenschaften mit Schubumkehr wurden ebenfalls als wichtig erachtet, um von beschädigten Flugplätzen aus operieren zu können. Mitte 1983 wurde das ATF-Konzept als Luftüberlegenheitsjäger neu ausgerichtet. Die Reichweite sollte bei gleicher Bewaffnung erheblich über der einer F-15 liegen, um von weiter entfernten Basen aus eingesetzt zu werden. Um ein Ausufern der Kosten zu vermeiden, setzte die USAF ein Kosten- und Gewichtslimit. Ebenfalls 1983 beschäftigte sich die USAF mit der Entwicklung der Triebwerke, da in diesem Bereich bereits negative Erfahrungen beim P&W-F100-Triebwerk für die F-15 vorlagen. General Electric und Pratt & Whitney erhielten im Oktober desselben Jahres einen Auftrag über 200 Millionen US-Dollar, um ein passendes Triebwerk zu entwerfen. Pratt & Whitney entwickelte das XF119 auf Basis des PW5000, während General Electric das GE37 XF120 weiterentwickelte, das mit einem variablen Nebenstromverhältnis (englisch Variable Cycle Engine) ausgestattet wurde.
Trotz der gleichen Aufgabe entwickelten die Firmen unterschiedliche Konzepte, basierend auf den Anforderungen und zuvor von ihnen bereits durchgeführten Studien und Entwicklungen. Die USAF verlangte einen Radarerfassungsbereich von 240°. Da die USAF selbst Studien durchführte und zu dem Schluss kam, dass Tarnkappentechnik nunmehr eine Notwendigkeit sei, wurde das ursprüngliche Request for Information (RFI) einige Monate vor der Demonstrations- und Validierungsphase dahingehend angepasst. Ursprünglich sollten im Mai 1985 die Entwürfe der USAF präsentiert werden und die besten vier Entwürfe sollten für die nachfolgende Demonstrations- und Validierungsphase je 400 Millionen US-Dollar erhalten, um Prototypen zu bauen. Aufgrund des Erfolges des Lightweight Fighter-Programmes sollten nun nur zwei der Konzepte in die Demonstrations- und Validierungsphase gelangen, dafür würden diese jeweils 700 Mio. US-Dollar erhalten. Die USAF empfahl der Luftfahrtindustrie deshalb, Teams zu bilden. Diese begannen daraufhin unverzüglich mit den Verhandlungen. Im Juni 1986 unterzeichneten Boeing, Lockheed und General Dynamics Vereinbarungen, zwei Monate später folgten Northrop und McDonnell Douglas. Grumman und Rockwell blieben unabhängig und wurden später von Northrop beziehungsweise Boeing übernommen. Im Oktober 1986 erhielten die Teams von Lockheed und Northrop 691 Mio. US-Dollar vom Verteidigungsministerium der Vereinigten Staaten für den Entwurf und die Konstruktion der ATF-Prototypen, die als YF-22 und YF-23 bezeichnet wurden.

### Senior Sky

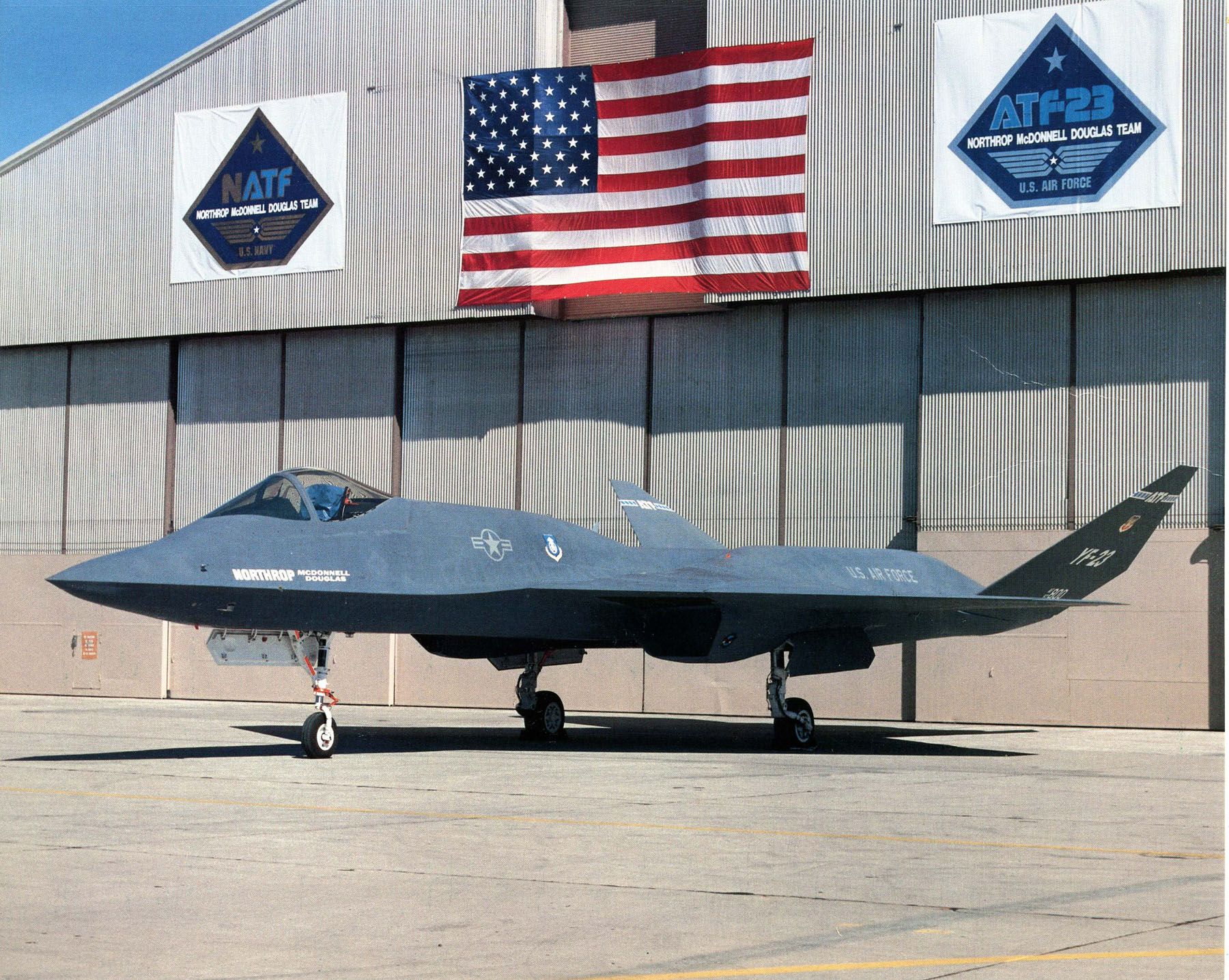
YF-23 beim Rollout

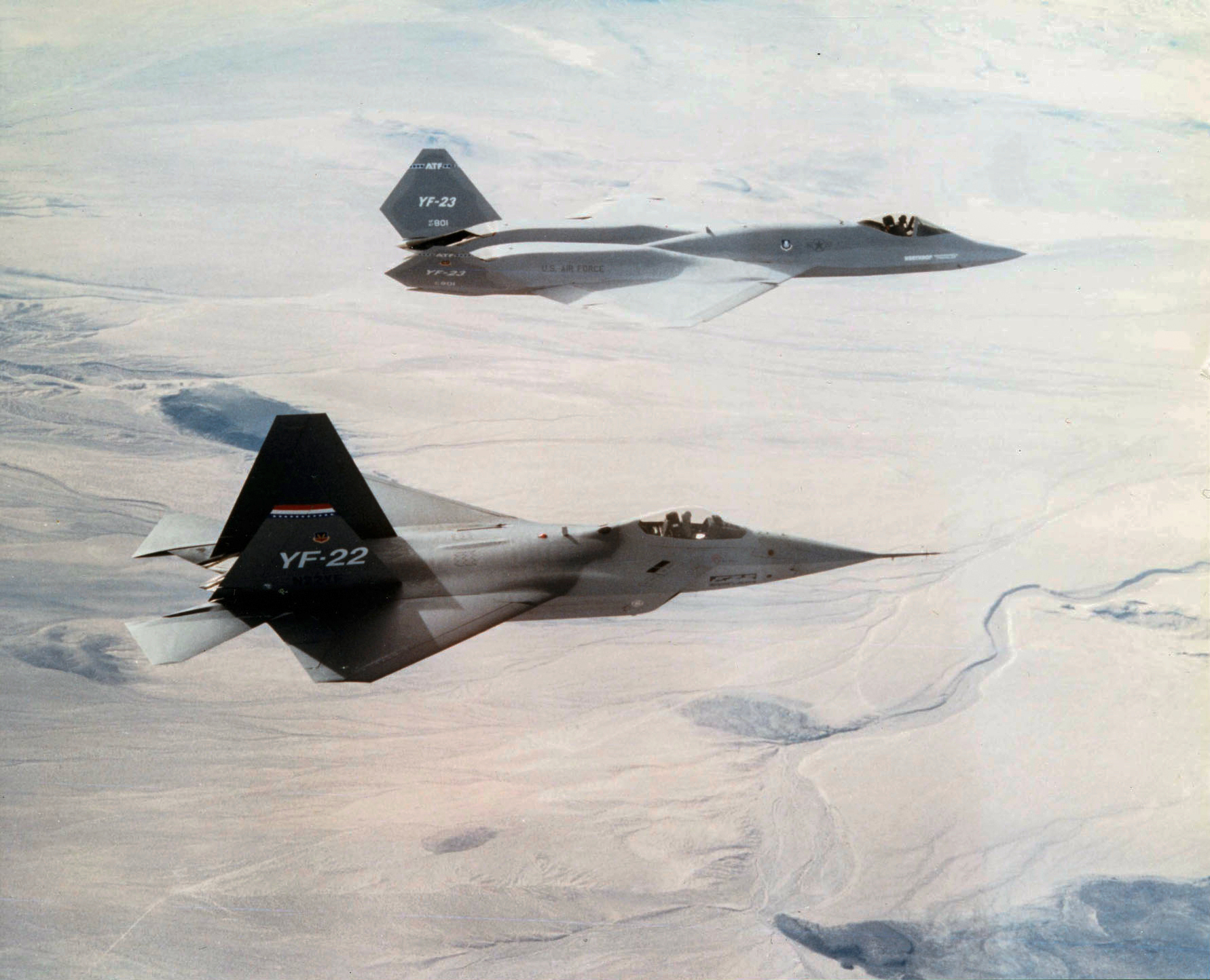
YF-22 und YF-23 in Formation

Nachdem die Teams von Northrop und Lockheed die Aufträge zur ATF-Entwicklung erhalten hatten, wurde das Programm unter der Tarnbezeichnung Senior Sky weitergeführt. In privaten Studien stellte Northrop fest, dass ein Kampfflugzeug mit geringer Radarsignatur die größten Chancen hatte, unbemerkt in feindlichen Luftraum einzudringen. Im Zusammenspiel mit einem eigenen leistungsstarken Radar sollte es viele Gegner außerhalb der Sichtweite des Piloten (engl. Beyond Visual Range, BVR) abschießen können, bevor diese seine Anwesenheit bemerkten. Die Entwicklung der YF-23 begann zunächst als 4-Mann-Team: Chefingenieur Bob Sandusky, sein Sekretär, ein Aerodynamiker und ein Ingenieur für die Struktur. Dabei wurden verschiedene Entwürfe durchgespielt, um in Bezug auf den Anforderungskatalog den bestmöglichen Kompromiss zu finden.
Northrop kam analog zum Konkurrenten Lockheed bei der Beurteilung seiner verschiedenen Entwürfe zu dem Schluss, dass keiner in der Lage war, allen gestellten Anforderungen gerecht zu werden. Das betraf zum Ersten das anvisierte Gewichtslimit. Es erwies sich als nicht durchführbar, ein Kampfflugzeug der 50.000-Pfund-Klasse (22.680 kg) zu entwerfen, welches alle gestellten Anforderungen in sich vereinte. Daraufhin wurde von der USAF das zulässige Gewichtslimit erhöht. Zum Zweiten erwies sich der Entwurf als nicht supercruisefähig. Hierauf reagierte die USAF, indem sie 1987 die Anforderungen nach einer Schubumkehr fallen ließ, damit das Design flexibler gestaltet werden konnte. Zum Dritten stellte sich heraus, dass ein Avionikpaket für einen Radarerfassungsbereich von 240° den vorgesehenen Rahmen von 9 Millionen US-Dollar sprengen würde. Damit das Budget dieses Postens eingehalten werden konnten, verringerte die USAF den geforderten Radarerfassungsbereich und strich das IRST komplett.
Zu diesem Zeitpunkt arbeiteten Hunderte Menschen an der Entwicklung der YF-23. Die Kosten dafür betrugen etwa eine Million US-Dollar pro Tag. Die
Stealth-Tests wurden auf einem Testgelände in der Wüste Kaliforniens durchgeführt. Dabei stand ein Modell, kopfüber auf einem Mast befestigt, in einer über 28.000 m³ fassenden Halle, welche das Flugzeug am Tag vor Spionagesatelliten verbarg. Die effektive Radar-Reflexionsfläche wurde dann mittels Radargeräten nachts untersucht, nachdem man die auf Schienen stehende Gebäudehalle weggefahren hatte. Weil der gemessene Radarquerschnitt aufgrund der Form der Tragflächenkanten dem Aussehen einer Spinne ähnelte, soll sich für diesen Prototyp der Spitzname „Black Widow II“ durchgesetzt haben.
Im Jahr 1988 beschloss man, künftig insgesamt 750 dieser fortschrittlichen taktischen Jagdflugzeuge (ATF, englisch: Advanced Tactical Fighter) für die USAF bauen zu wollen, bei einer Produktionsrate von 72 Flugzeugen pro Jahr. Anfang des Jahres 1991 sollte der Gewinner ausgewählt werden, das erste Serienmodell 1993 ausgeliefert werden und 1996 in Dienst gehen. Weil das Defense Acquisition Board am 6. Oktober 1988 eine Verzögerung der Entwicklung des Prototyps um sechs Monate feststellte, wurde das ATF-Programm um ein Jahr verlängert. Dadurch verschob sich das Ende der Demonstrations- und Validierungsphase bis Mitte des Jahres 1991. Die erste YF-23 PAV-1 (Zivilregistration N231YF, USAF-Seriennummer 87-800) mit Pratt & Whitney-Triebwerken vom Typ YF119 wurde 1989 zerlegt und verhüllt unter Bewachung zur Edwards Air Force Base in Kalifornien transportiert. Am 22. Juni 1990 fand der Rollout der ersten YF-23 vor geladenen Gästen statt. Die zweite YF-23 PAV-2 (87-801) mit General-Electric-YF120-Triebwerken folgte am 26. Oktober.

### Testprogramm

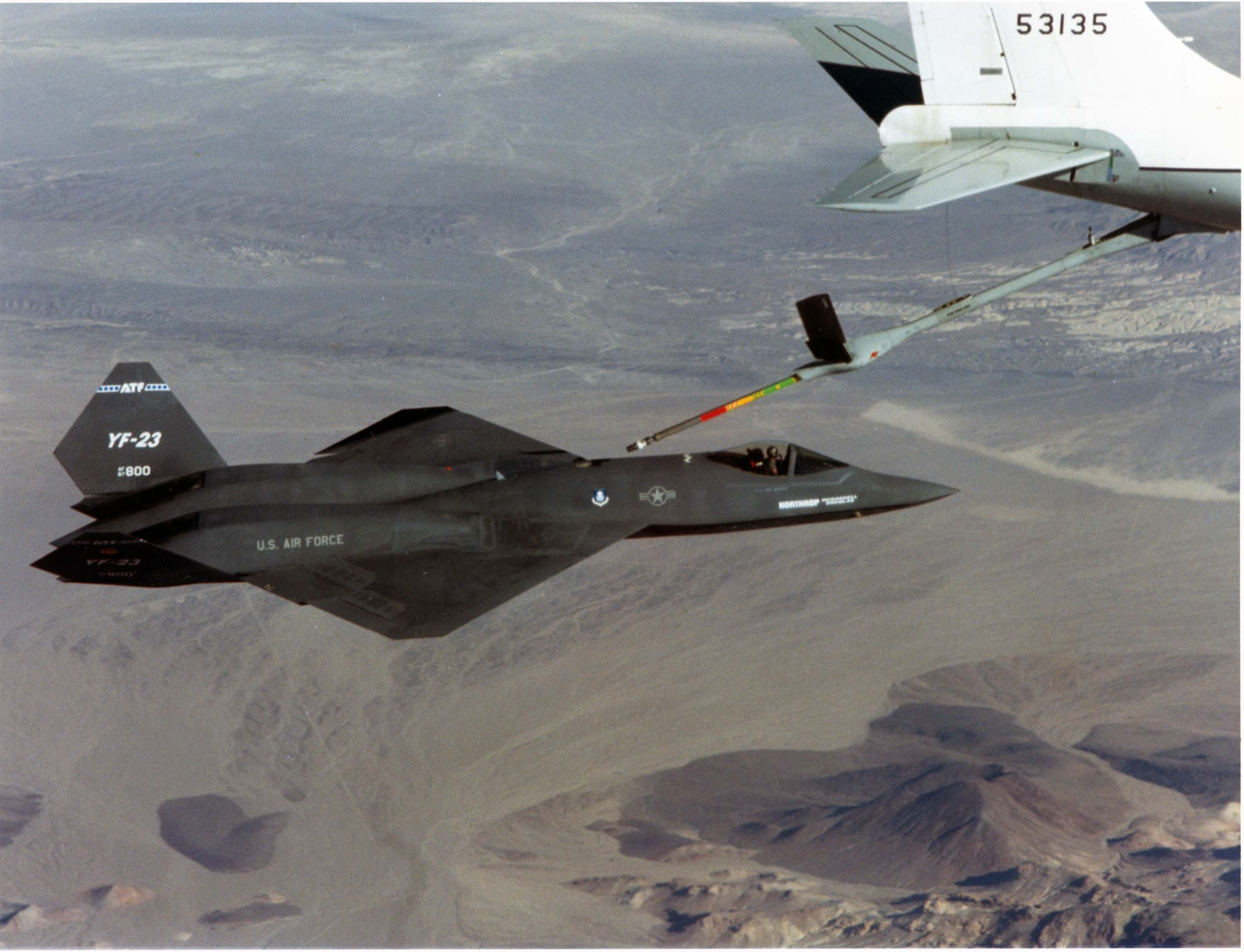
Black Widow II bei der Luftbetankung mit einer KC-135 Stratotanker

Am Anfang der Demonstrationsphase lag meist das Team um Northrop vorne. So hob die YF-23 am 27. August 1990 zu ihrem ersten 20-minütigen Jungfernflug ab. Geflogen wurde sie von Northrops Cheftestpiloten Paul Metz. Weitere Flüge fanden Mitte September statt, dabei wurde auch Überschallgeschwindigkeit erreicht und die Luftbetankungsfähigkeit mit einer KC-135 am 14. September demonstriert. Das Flugzeug verhielt sich dabei so wie im Flugsimulator vorhergesagt. Die Supercruisefähigkeit wurde beim fünften Flug demonstriert. Knapp einen Monat später, am 29. September, hob auch die YF-22 mit Lockheeds Chefpilot Dave Furguson am Steuer zu ihrem Jungfernflug ab. Beide Maschinen wurden vom GE YF120 angetrieben. Die zweite YF-22 startete am 30. Oktober und flog erstmals mit dem P&W YF119. Der Erstflug der zweiten YF-23 erfolgte vier Tage früher, am 26. Oktober. Das einzige Problem war dabei das rechte Hauptfahrwerk, das erst nach wiederholtem Ein- und Ausfahren einrastete. Bereits wenige Wochen später konnte auch Lockheeds Teams die Supercruise-Fähigkeit ihrer Maschinen demonstrieren. Hinsichtlich der Flugeigenschaften wurde bei Lockheed großer Wert auf Wendigkeit gelegt. So wurden in den folgenden Monaten teils spektakuläre Manöver gezeigt, die kein anderes Flugzeug zu dieser Zeit durchführen konnte, beispielsweise 360°-Rollen bei einem Anstellwinkel von 60°, was auf die asymmetrisch gesteuerten 2D-Schubvektordüsen zurückzuführen war. Unterdessen demonstrierte die YF-23 eine offizielle Höchstgeschwindigkeit von Mach 1,8 und erflog Anstellwinkel bis zu 25°. Beide Maschinen waren während der Erprobung Belastungen bis 7g ausgesetzt. Obwohl beide Maschinen ohne Bordwaffen und Radar flogen, demonstrierte Lockheed die Funktionsfähigkeit der Startanlagen für die AIM-9- und AIM-120-Lenkwaffen, obwohl dies nicht von der Air Force gefordert wurde. Diese verlangte allerdings noch während der Erprobungsphase Konzepte für die Konstruktions- und Fertigungsentwicklung, die dann am 2. Januar 1991 von den beiden Teams abgegeben wurden.
Am 23. April 1991 gab die Air Force schließlich den Sieger der Ausschreibung bekannt: Die YF-22 vom Team Lockheed. Der ausschlaggebende Faktor für diese Entscheidung war die weiter fortgeschrittene Entwicklung und die bessere Manövrierfähigkeit der YF-22. Nur sie konnte dank Schubvektorsteuerung auch nach einem Strömungsabriss noch kontrolliert fliegen, besaß ein weiter entwickeltes Cockpit und hatte Flugkörperstarts demonstriert. Die YF-23 hatte mit den nicht vollends ausgereiften Waffenaufhängungen zu kämpfen. Den Triebwerkswettbewerb gewann Pratt & Whitney mit dem konservativeren YF119.

### Verbleib

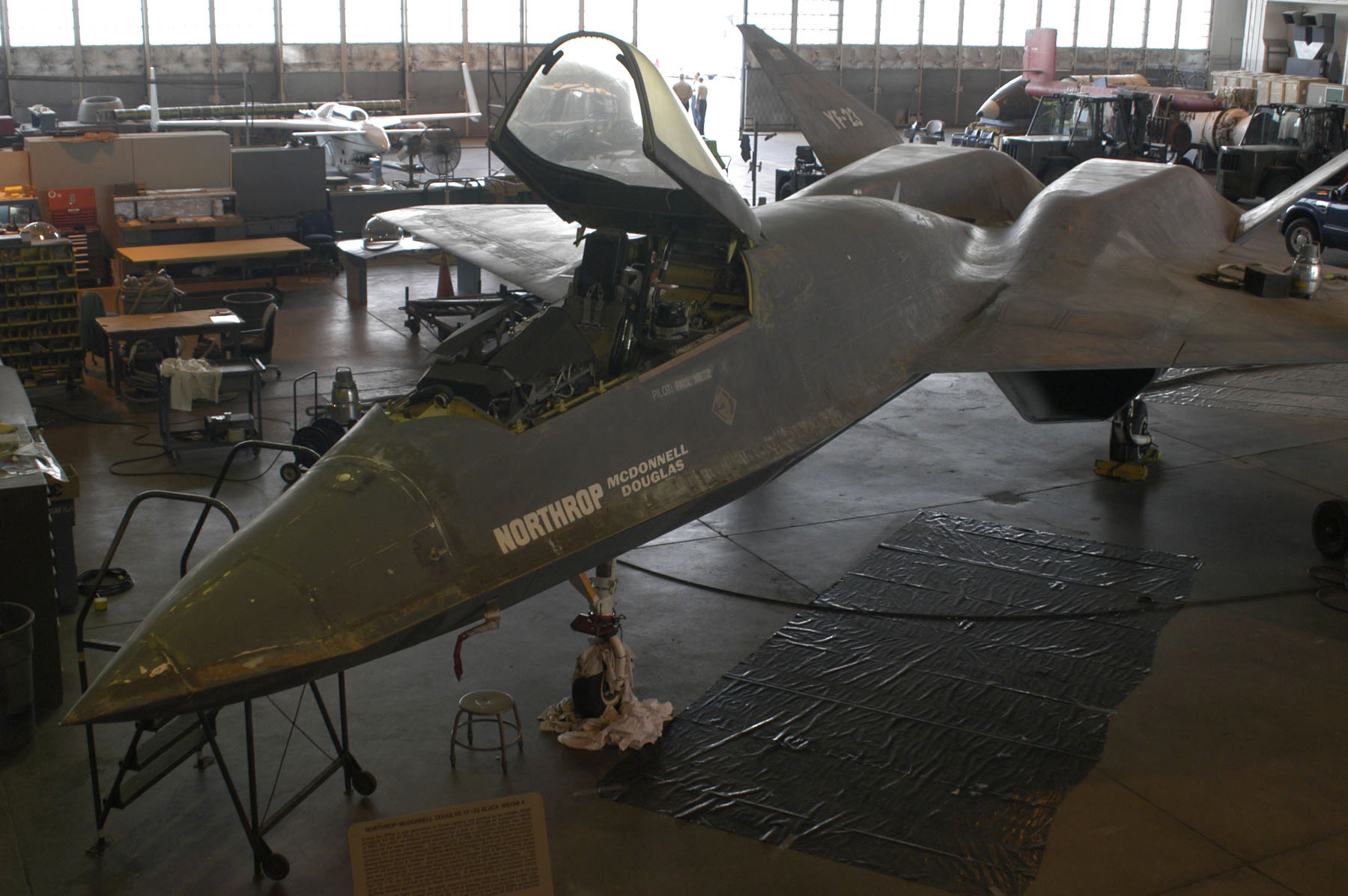
PAV-1 bei der Restaurierung im National Museum of the United States Air Force

Beide YF-23 wurden daraufhin ausgeschlachtet und in einem abgesperrten Bereich in der Edwards Air Force Base eingemottet. Die NASA plante, eines der Flugzeuge zum Test von Dehnungsmessstreifen zu verwenden, dies fand jedoch nicht statt. Die Flugzeuge standen dort fünf Jahre, bevor sie 1995 von drei Enthusiasten der Northrop Corporation zurück nach Hawthorne gebracht wurden. PAV-1 und PAV-2 wurden dort restauriert und an zwei Museen übergeben:
- PAV-1 (Black Widow II) kann heute im National Museum of the United States Air Force in Dayton besichtigt werden. Das Flugzeug steht dort im „Research and Development“-Hangar.

- PAV-2 (Gray Ghost) wurde im Western Museum of Flight in Hawthorne ausgestellt. 2004 wurde es an Northrop Grumman zu Ausstellungszwecken verliehen. Das Flugzeug wurde dann an seinen neuen Platz im Museum am Flughafen von Torrance in Kalifornien gebracht.

Gerüchte über ein Revival, wonach Northrop Grumman die YF-23 als Jagdbomber als Ersatz oder Ergänzung für die F-15E Strike Eagle weiterentwickelt hätte, sind sehr unwahrscheinlich, da das Flugzeug bereits als Prototyp mit den nicht vollends ausgereiften Waffenaufhängungen stark zu kämpfen hatte. Auch angesichts der naheliegenden Möglichkeit, eine FB-22 auf Basis der F-22 Raptor zu entwickeln, was kosteneffizienter wäre.
- Unter der Bezeichnung N-ATF versuchte Northrop das Flugzeug in einer navalisierten Version (überarbeitete Struktur, Fahrwerk, Fanghaken und Klappflügel) der US Navy anzubieten. Auffälligste Änderung wären zusätzliche Canards gewesen. Die US. Navy zeigte jedoch wenig Interesse und das Projekt wurde schnell beendet.

## Technik

### Flugzeugzelle

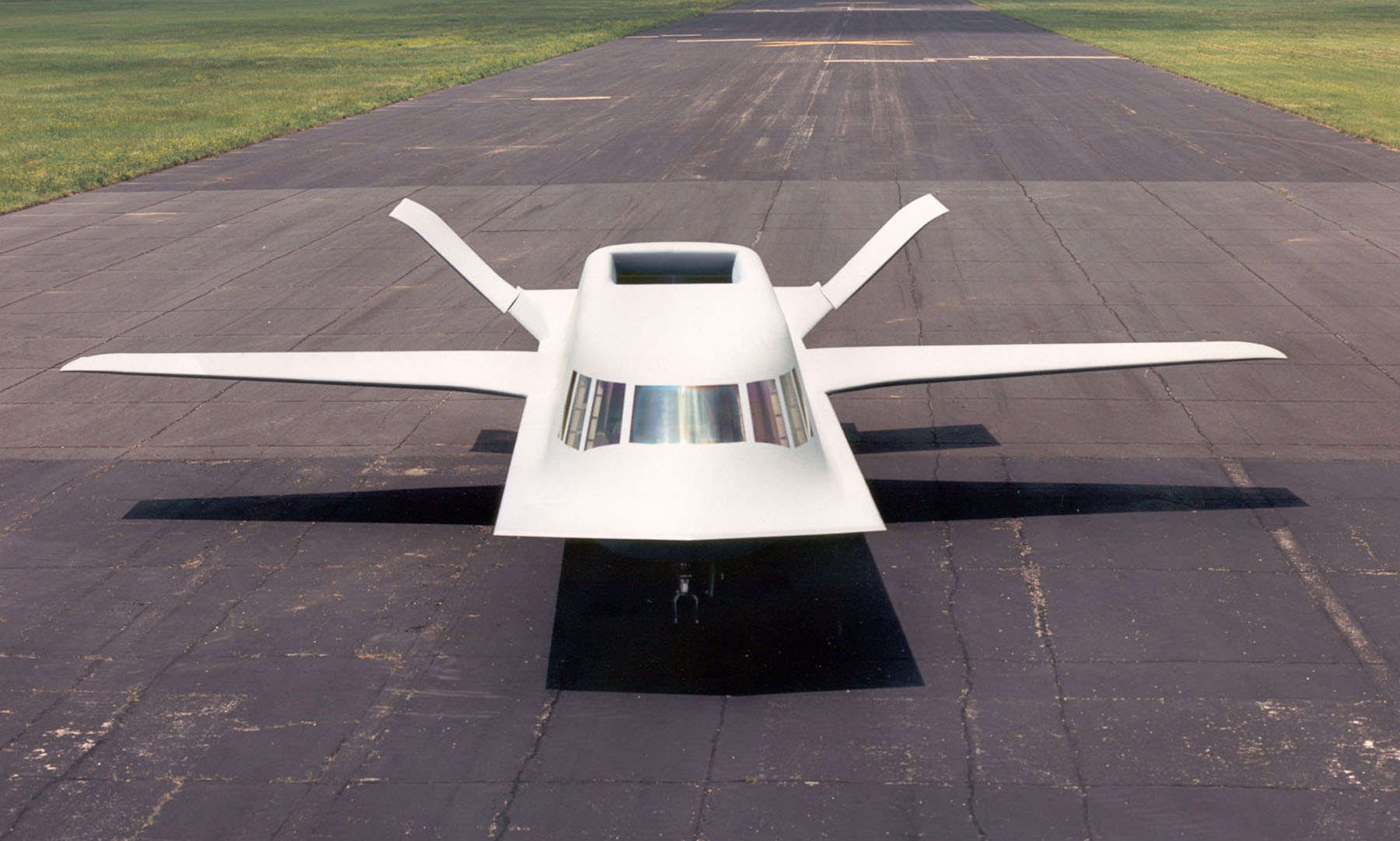
Tacit Blue, Spitzname „Wal“ von Northrop

Die Formgebung der Flugzeugzelle wurde kompromisslos auf Stealth und Geschwindigkeit optimiert. War man anfangs mit der Lockheed F-117 noch gezwungen, geometrisch einfache Formen zu verwenden, um die Reflexionen nach dem Huygensschen Prinzip berechnen zu können, machte es die gestiegene Rechenleistung der Computer möglich, die Oberfläche kontinuierlich zu krümmen. Auf dieser Grundlage entwickelte Northrop im Assault-Breaker-Programm das Tarnkappenflugzeug Tacit Blue. Da Northrop bereits den Tarnkappenbomber Senior Ice entwickelt hatte und nun an Senior Sky arbeitete, wurden auch hier die Erkenntnisse des „weißen Wales“ angewendet. So wurde der Vorderrumpf mit Chines ausgestattet, um die Stealtheigenschaften zu verbessern und durch Wirbelbildung (siehe Strake) den Anstellwinkel zu erhöhen. Da die Tarnkappeneigenschaften gegen niederfrequente Radare stark von der Form der Flugzeugzelle abhängen, wurde die Maschine so flach wie möglich gebaut. Radare von Flugabwehrstellungen bestrahlen das Flugzeug stets von unten, ein möglichst flacher Unterboden ist also wünschenswert. Zu diesem Zweck befinden sich die Triebwerke und ein Großteil des Rumpfes oberhalb des Rumpf-Flächenüberganges. Um Winkelreflektoren zwischen Seitenleitwerk und Höhenruder zu vermeiden, wurde ein V-Leitwerk mit 50° Neigung angebracht. Während die YF-22 eine Schubvektorsteuerung besaß, welche die Wendigkeit deutlich erhöhte, wurde bei der Konstruktion der YF-23 mehr Wert auf die Abschirmung der Infrarotstrahlung gelegt. Die Austrittsöffnung der Düsen wurde deshalb weit nach vorne verlegt und somit die direkte Beobachtung der heißen Düsen von unten verhindert. Die Triebwerksabgase wurden durch Mulden geleitet, die mit Kacheln aus Titanaluminid ausgekleidet waren. Sie wurden durch ein Labyrinth aus Luftkanälen und Löchern gekühlt, so dass die Temperatur an der Heckunterseite der Maschine unter 150 °C lag.

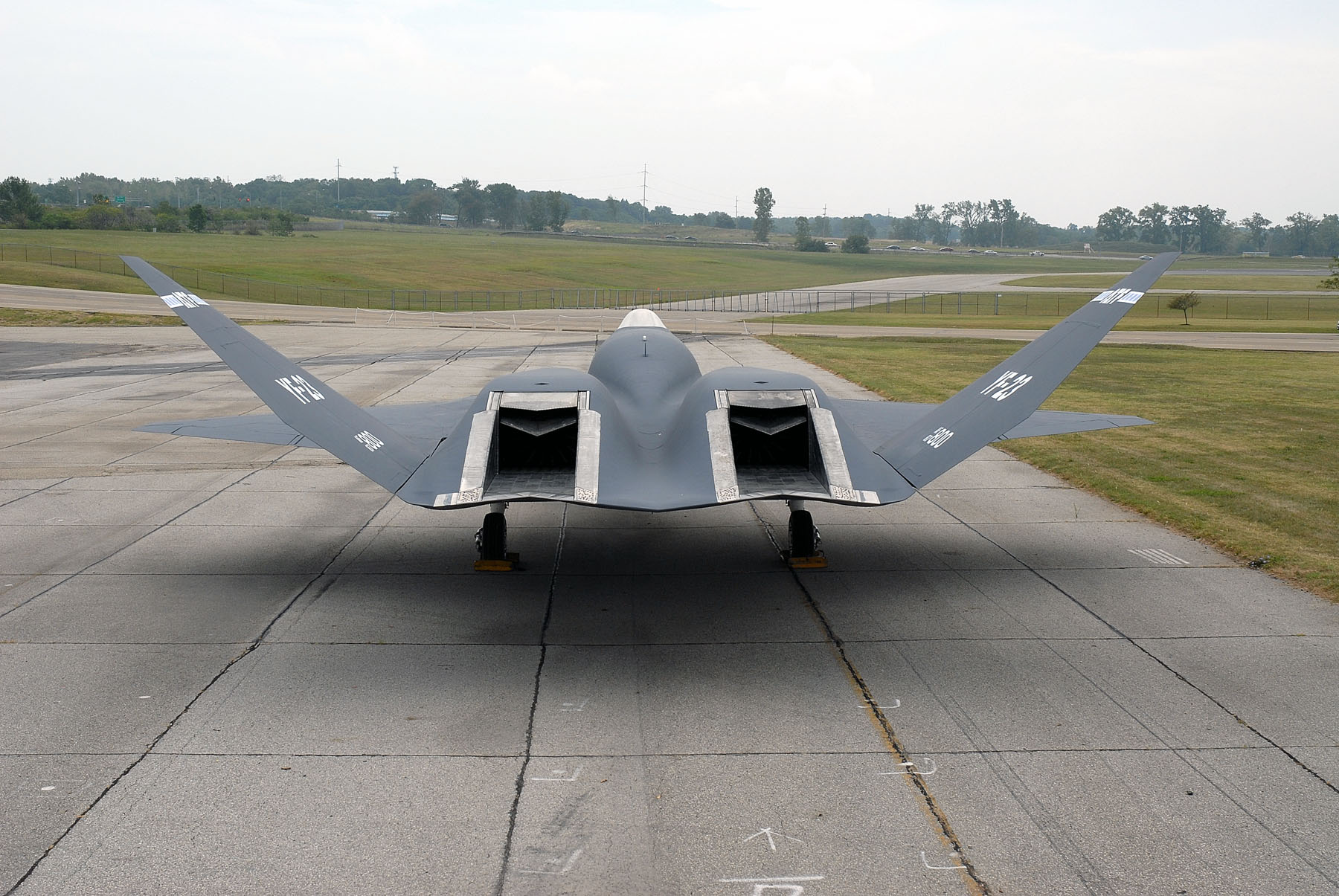
Düsen und V-Leitwerk der YF-23

Um eine möglichst hohe Überschallgeschwindigkeit zu erzielen, wurde der Rumpf lang gestreckt und die Flächenregel konsequent angewandt. Die trapezförmigen Tragflächen mit 40° Vorderkantenpfeilung weisen eine sehr kleine Streckung auf, was den Luftwiderstand im Überschallflug weiter reduziert. Im Gegensatz zu YF-22, welche einen Pitoteinlauf verwendet, ist der Lufteinlass der YF-23 für den Überschallflug optimiert. Während des Überschallfluges muss die anströmende Luft im Lufteinlass auf Unterschallgeschwindigkeit abgebremst werden. Um den Totaldruck- und damit Schubkraftverlust möglichst gering zu halten, sollten möglichst viele schräge Verdichtungsstöße (engl. oblique shock wave) zur Abbremsung erfolgen. Die Platzierung der Einläufe unter den Tragflächen nutzt dabei den schrägen, an deren Vorderkanten nach unten abgehenden Verdichtungsstoß im Überschallflug. Um beim Flug mit hohen Anstellwinkeln den Überlaufwiderstand gering zu halten, wurde wie beim Eurofighter Typhoon eine Rampenabsaugung (engl. ramp bleed system) installiert. Diese befindet sich zwischen Tragflächenvorderkante und Lufteinlass und befördert die überschüssige Luft auf die Tragflächenoberseite. Um den Schubkraftverlust beim Flug mit hohen Schiebewinkeln möglichst gering zu halten, sind die Lufteinlässe etwas tiefer als der Rumpf ausgeführt. Die Triebwerksdüsen können durch eine bewegliche Oberlippe an die Leistung angepasst werden.
Durch die langgestreckte Form des Rumpfes ergibt sich zusammen mit den Trapezflügeln ein großes Trägheitsmoment um die Querachse, was die Manövrierfähigkeit beschränkt. Die Wahl eines V-Leitwerkes ist für ein Kampfflugzeug ebenfalls ungewöhnlich, da bei der Erzeugung von Nickmomenten unnötig viel Luftwiderstand entsteht, was die dauerhaften Wenderaten gegenüber einem konventionellen Leitwerk stark reduziert. Die YF-23 ist damit kein klassischer Luftüberlegenheitsjäger, sondern eher ein Abfangjäger. Um die Kosten für die Prototypen möglichst gering zu halten, wurde ein modifiziertes Hauptfahrwerk der F-18 verwendet, das Bugfahrwerk wurde von der F-15 übernommen.

### Avionik

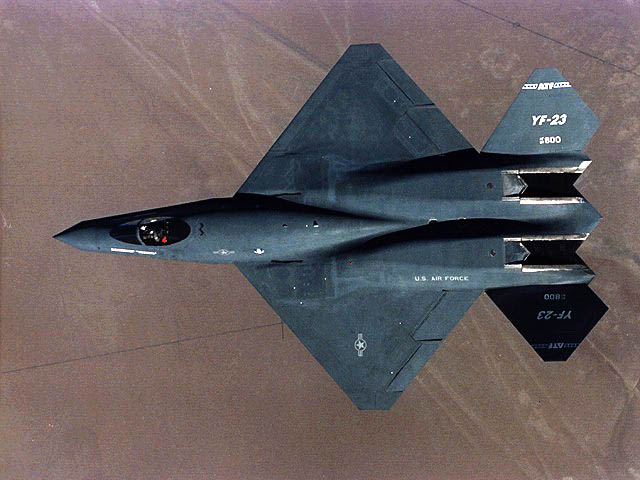
Von oben ist die Einhaltung der Flächenregel erkennbar

Das Cockpit der YF-23 wurde von der F-15C Eagle übernommen. Der Pilot saß auf einem ACES-II-Schleudersitz und steuerte das Flugzeug mit einem Steuerknüppel zwischen den Füßen. Über das Cockpit einer Serienversion ist nichts bekannt, dürfte aber dem Glascockpit der YF-22 ähnlich sein.
Die Avionik basierte wie bei Lockheed auf den Erkenntnissen des Pave-Pillar-Programmes. Dabei wurde untersucht, wie sich eine Integrierte Modulare Avionik (IMA) physisch über ein Flugzeug verteilen ließe, um die Schadenstoleranz im Gefecht zu erhöhen. Durch den gleichen Aufbau der Rechenmodule können so auch Kosten gespart werden. Das Avioniksystem der YF-23 basierte wie bei IMA üblich auf Recheneinheiten, die jede beliebige Aufgabe innerhalb des Datenverarbeitungssystems übernehmen können. Die Recheneinheiten benutzten ein 32-Bit-GPPE (General Purpose Processing Element) von Unisys. Die Signalverarbeitung der Elemente erfolgte durch einen Prozessor, der zwischen zwei großen Steckplätzen mit je 75 Karten untergebracht war. Die Module in den Steckplätzen waren redundant ausgelegt, um die Schadenstoleranz zu erhöhen. Im Gegensatz zu Lockheed wurde auf eine Flüssigkühlung verzichtet.
Die Prototypen besaßen weder das AN/APG-77-Radar noch fortschrittliche Elektronik. Northrop und McDonnell Douglas bauten jedoch das gesamte Avioniksystem und ließen es in einer modifizierten BAC 1-11 von Westinghouse testfliegen.

### Bewaffnung
Im Gegensatz zur YF-22 wurden mit der YF-23 keine Waffentests durchgeführt. Hinter dem Bugfahrwerk sollten vier radargelenkte Luft-Luft-Raketen in einem internen Waffenschacht zur Bekämpfung von Zielen auf große Entfernung mitgeführt werden. Neben der bereits etablierten AIM-120 AMRAAM wäre auch die damals in Entwicklung befindliche Mach 4+ schnelle Stealth-Lenkwaffe Have Dash II dafür in Frage gekommen. Zur Mitführung von vier Kurzstreckenwaffen (damals AIM-132 ASRAAM) gibt es unterschiedliche Angaben. Während einerseits von einem verlängerten Rumpf mit mehr Platz für einen weiteren kleinen Waffenschacht hinter dem Cockpit die Rede ist, wird andererseits von seitlichen Waffenschächten an den Lufteinlässen gesprochen. Auf der oberen Steuerbordseite auf Höhe des Hauptwaffenschachtes sollte noch eine M61-Vulcan-Maschinenkanone eingebaut werden. Die eher mäßige Bewaffnung für Luftgefechte außerhalb der Sichtweite des Piloten dürfte einer der Gründe gewesen sein, die YF-22 zum Gewinner des ATF-Wettbewerbs zu erklären.

## Technische Daten

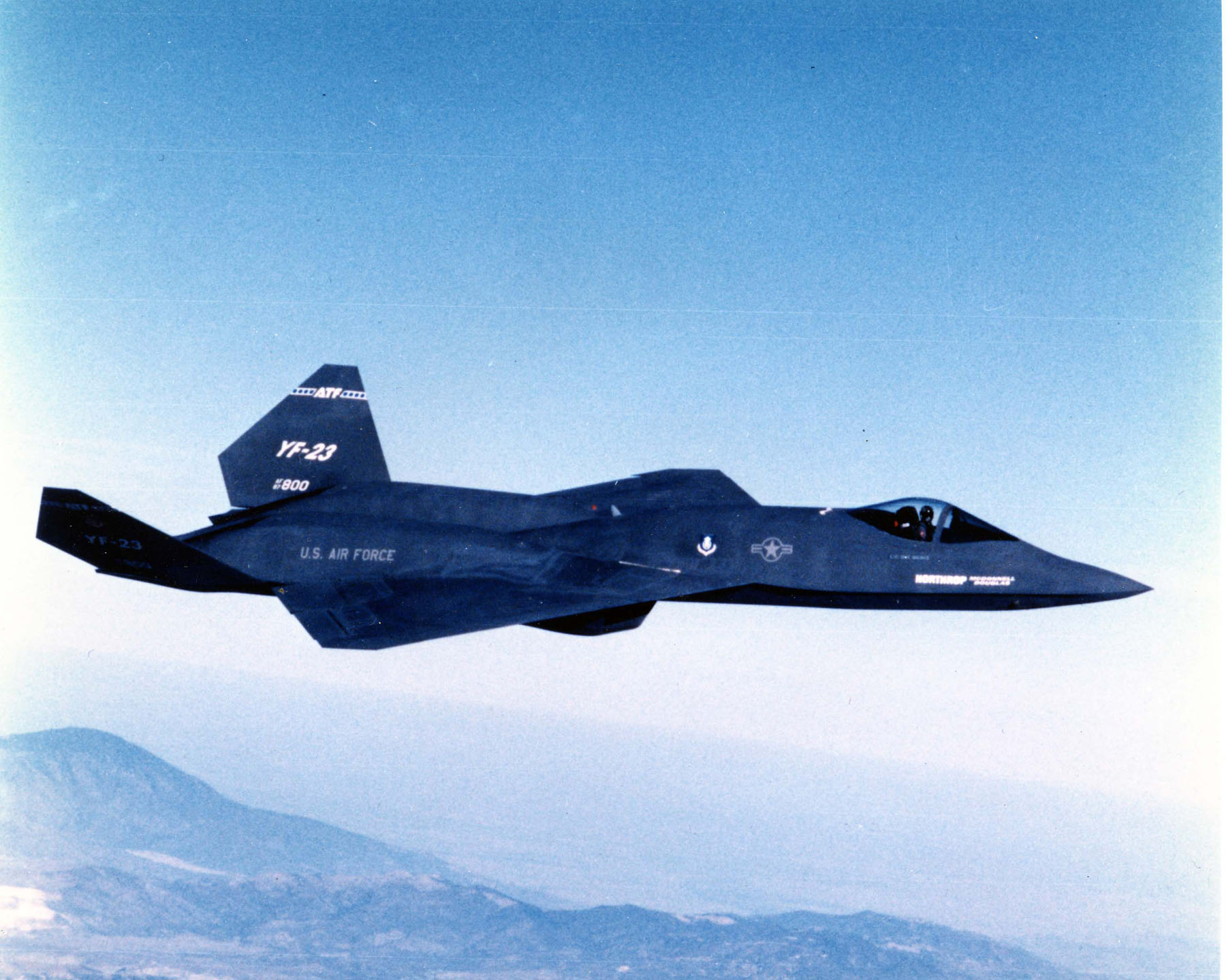
YF-23 im Flug

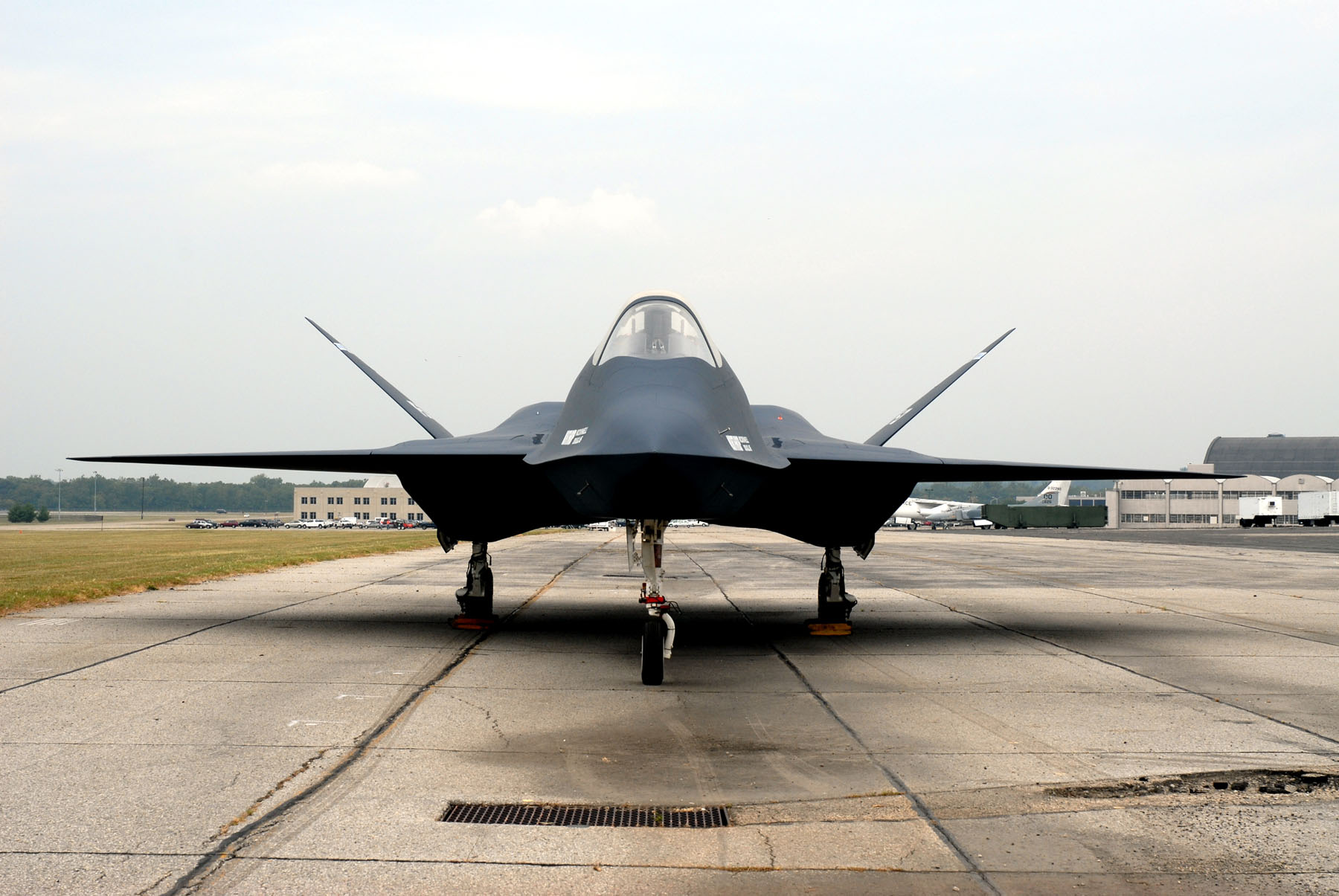
YF-23 von vorne

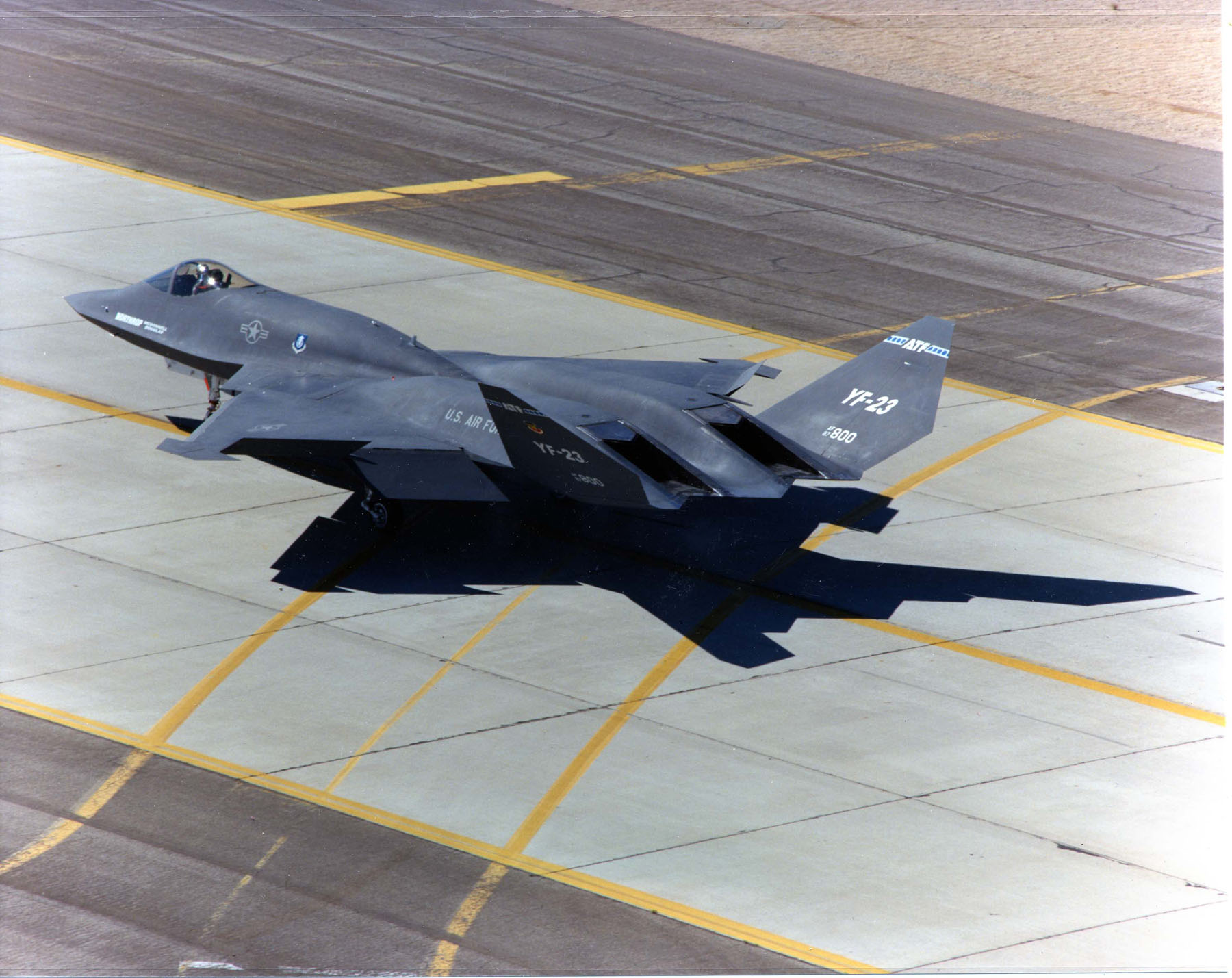
YF-23 auf einem Rollweg

Die offizielle Fluggeschwindigkeit der Prototypen YF-22/23 ist unrealistisch niedrig angegeben. So besitzt eine Raptor dieselbe Schubkraft wie eine YF-23 und etwa denselben Luftwiderstand, die offiziellen Marsch- und Höchstgeschwindigkeiten sind jedoch weit voneinander entfernt. Die Geschwindigkeitsangabe in der Tabelle wurde deshalb von den Werten der F-22 Raptor abgeschätzt.
| Kenngröße                | Daten |
| ------------------------ | --- |
| Typ                      | Prototyp für einen Luftüberlegenheitsjäger |
| Länge                    | 20,26 m |
| Spannweite               | 13,21 m |
| Höhe                     | 4,20 m |
| Flügelfläche             | 87,80 m² |
| Flügelstreckung          | 1,99 |
| Leermasse                | 16.783 kg |
| normale Startmasse       | 23.327 kg |
| max. Startmasse          | 29.029 kg |
| Treibstoffkapazität      | 10.886 kg |
| Tragflächenbelastung     | - minimal (Leermasse): 191 kg/m² - nominal (normale Startmasse): 266 kg/m² - maximal (maximale Startmasse): 331 kg/m²                                                    |
| g-Limits:                | 7g (Prototyp) |
| Höchstgeschwindigkeit    | - offiziell >Mach 1,8 - vermutlich Mach 2,45 |
| Marschgeschwindigkeit    | - offiziell Mach 1,58 - vermutlich Mach 1,92 |
| Dienstgipfelhöhe         | 19.811 m |
| Einsatzradius            | - mit YF119: 1.474 km - mit YF120: 1.380 km |
| Triebwerk                | - 2 × Mantelstromtriebwerke Pratt & Whitney YF119-PW-100L mit je bis zu 155,69 kN Schub - 2 × Mantelstromtriebwerke General Electric YF120 mit je bis zu 156,76 kN Schub |
| Schub-Gewicht-Verhältnis | - maximal (Leermasse): 1,89 - nominal (normale Startmasse): 1,36 - minimal (maximale Startmasse): 1,09                                                                   |
| Bewaffnung               | keine (Prototyp) |